# Federico Montes Alanís
Federico Montes Alanís  (* 2. Oktober 1884  in San Miguel de Allende; † 1. Dezember 1950 in Mexiko-Stadt) war ein mexikanischer Botschafter.

## Leben
1905 trat er in die Militärschule ein von wo er zu einem Regiment der leichten Artillerie versetzt wurde und dort 1906 Leutnant der Artillerie wurde.
Am 18. März 1909 wurde er zum Leutnant der Artillerie befördert und in den Stab des Präsidenten abgeordnet, wo er am 12. September 1911 zum Hauptmann zweiten Grades befördert wurde. Von der Regierungsarmee von Porfirió Díaz er wechselte 1911 zu den Truppen von Francisco Madero.
1912 nahm er am Feldzug gegen die Truppen von Pascual Orozco teil und kehrt dann in den Generalstab von Francisco Madero zurück.
1913 wurde er mit Francisco Madero von Aureliano Blanquet gefangen genommen und versuchte den Mord an Madero durch Major Rafael Izquierdo zu verhindern. Zur Strafe wurde in einen Feldzug gegen die Constitutionalisten gesandt, welchen er sich anschloss. Ende 1913 wurde er bei den Constitutionalisten zum Major und im Februar 1914 zum Oberstleutnant befördert, nach dem er gegen die Truppen von Victoriano Huerta in Tamaulipas gekämpft hatte. Im Mai 1914 nahm er am Angriff auf Tampico teil und am 29. Juli 1914 an der Besetzung von Querétaro, wo er zum Gouverneur und Militärbefehlshaber ernannt wurde.
Am 1. August 1914 nahm er an der Besetzung von Celaya teil und wurde zum Hauptmann befördert. José Siurob zeigte ihm die Convención de Aguascalientes.
Ende 1914 kämpfte er als Brigadegeneral gegen die Truppen von Pancho Villa in Tampico. Am 6. Mai wurde 1915 besetzte er noch einmal der Gouverneursamt von Querétaro und ließ die Truppen von General Rodolfo Fierro bekämpfen.
Bei der verfassungsgebenden Versammlung 1917 in Querétaro vertrat er Guanajuato. 1919 wurde er Gouverneur von Guanajuato. 1920 übernahm er die Leitung der militärischen Operationen in den Bundesstaaten Queretaro, Guanajuato und Michoacán. Er war Kommandeur der militärischen Zonen 1, 11, 17 und 28. 1920 musste er als Gouverneur von Guanajuato zurücktreten, da er gegenüber Venustiano Carranza loyal war, den er in die Sierra von Puebla begleitete. Dort wurde er Zeuge des Todes von Carranza.
| Vorgänger                 | Amt                                                                       | Nachfolger                  |
| ------------------------- | ------------------------------------------------------------------------- | --------------------------- |
| Francisco Murguía         | Gouverneur von Guanajuato 1914                                            | Teodoro Elizondo            |
| Luis Pérez                | Gouverneur von Querétaro 1915 bis 1917                                    | Emilio Salinas              |
| Fernando Alcocer          | Gouverneur von Guanajuato 1919 bis 1920                                   | Toribio Villaseñor          |
| Carlos Darío Ojeda Rovira | Mexikanischer Botschafter in Bogotá 4. November 1941 bis 1. November 1942 | Miguel Ángel Menéndez Reyes |